# Los chicos crecen (película de 1942)
 Los chicos crecen es una película de Argentina en blanco y negro dirigida por Carlos Hugo Christensen según su propio guion sobre la obra teatral homónima de Camilo Darthés y Carlos S. Damel que se estrenó el 29 de julio de 1942 y que tuvo como protagonistas a Arturo García Buhr, Santiago Gómez Cou, María Duval y Pepita Serrador. Por su actuación en este filme García Buhr fue galardonado con el Cóndor de Plata al mejor actor de 1942.
Una nueva versión de la obra fue dirigida por Enrique Carreras y estrenada en 1976.

## Sinopsis
Un hombre casado aprovecha de la amistad de otro para hacerlo pasar por el padre de los hijos que ha tenido fuera de su matrimonio.

## Reparto
Participaron del filme los siguientes intérpretes:
- Arturo García Buhr ... Antonio Cazenave
- Santiago Gómez Cou ... Enrique Zapiola
- María Duval ... Alejandra (en la segunda época)
- Pepita Serrador ... Cristina
- Maruja Gil Quesada ... Susana
- Miguel Gómez Bao ... Hermenegildo Cazenave
- Aurelia Ferrer ... Doña Delfina
- Mariana Martí ... Alejandra (en la primera época)
- Tito Alonso
- Arturo Arcari
- Quico Moyano
- Edgardo Morilla
- Roberto Soria
- Iris Martorell ... Sebastiana
- Horacio Priani ... Barboza
- Warly Ceriani ... Mayordomo

## Comentario
Manrupe y Portela escriben sobre el filme:

"El joven Christensen en el estilo Mugica; familiar, nostálgico y haciendo bien los deberes. La pieza teatral había sido estrenada por Luis Arata en el Teatro París, el 7 de mayo de 1937. Además, hay otras dos versiones cinematográficas (una mexicana de 1952 Mi esposa y la otra, Alberto B. Crevenna con Arturo de Córdova y Marga López, otra argentina, de 1976 con el mismo nombre"